# Abarema microcalyx
Abarema microcalyx är en ärtväxtart. Abarema microcalyx ingår i släktet Abarema och familjen ärtväxter.

## Underarter
Arten delas in i följande underarter:
- A. m. enterolobioides
- A. m. microcalyx
- A. m. parauaquarae